# ليون باس
ليون باس (بالإنجليزية: Leon Bass)‏ هو عسكري أمريكي، ولد في 23 يناير 1925، وتوفي في 28 مارس 2015.